# Rutger Etten
Rutger Etten (Assen, 13 februari 1997) is een Nederlands voetballer die doorgaans als middenvelder speelt.

## Carrière
Ettens voetballoopbaan begon in 2005 bij de jeugd van ACV Assen. Via de jeugd van FC Groningen (sinds 1 juli 2009) kwam hij op 1 juli 2016 bij Jong Cambuur te spelen.
Op 19 december 2018 maakte hij zijn debuut in het eerste elftal, in de verloren bekerwedstrijd tegen Fortuna Sittard. Eind januari 2019 maakte hij de overstap naar HHC Hardenberg. Medio 2023 ging hij naar SC Genemuiden.